# Rita Muñoz
Rita Muñoz Villareal (* 23. Februar 1973) ist eine ehemalige mexikanische Fußballschiedsrichterassistentin.
Muñoz war unter anderem Schiedsrichterassistentin bei der Weltmeisterschaft 2007 in China, beim olympischen Fußballturnier 2008 in Peking und bei der Weltmeisterschaft 2011 in Deutschland, meist zusammen mit Mayte Chávez. Insgesamt leitete Muñoz sieben WM-Spiele bei zwei Weltmeisterschaften.
2011 beendete sie ihre aktive Schiedsrichterkarriere.